# Centrale de Guangzhou
La centrale hydroélectrique de Guangzhou, appelée aussi centrale de pompage-turbinage de Guangdong, est une centrale hydroélectrique de pompage-turbinage (ou STEP) à Lutian, dans le district de Conghua, à 120 km au nord-est de Canton (ou Guangzhou) dans la province du Guangdong, au sud de la Chine. L'eau utilisée par la centrale est prélevée dans la rivière Liuxi, un affluent de la Rivière des Perles dont le bassin est situé au nord-est de Canton. 
Avec une puissance installée de 2 400 MW, elle se classe classe au 2e rang des centrales de pompage-turbinage de Chine et au 3e rang mondial.

## Historique
La construction de la phase I (4 premières turbines, importés de France : Neyrpic) a débuté en mai 1989 et s'est terminée en mars 1994 ; les quatre premiers groupes ont été mis en marche en 1994 (phase I).
Les travaux de la phase II (4 turbines, importés d'Allemagne : Voith), commencés en septembre 1994, se sont achevés en décembre 1998 ; les groupes 5, 6 et 7 ont été mis en service de décembre 1999 à mars 2000, le 8e en juin 2000.

## Entités propriétaire et cliente
La centrale a été construite par la joint-venture Guangdong Pumped Storage Joint Venture Company (GPSJVC) créée en 1988 par trois actionnaires : Guangdong
Power Holding Company (GPHC ; 54 %), Guangdong Nuclear Investment Company
(GNIC ; 23 %) et State Development and Investment Company (23 %).
L'électricité produite est vendue en partie (25 %) à China Light and Power, l'entreprise électrique de Hong Kong.

## Caractéristiques techniques des réservoirs
La centrale est alimentée en eau par un réservoir supérieur, retenu par un barrage d'enrochements étanché par un voile de béton, haut de 68 m, long de 318,5 m et épais de 7 m à sa base ; la surface du plan d'eau atteint 1,2 km2. Son bassin versant est de 5,2 km2, l'altitude maximale de son plan d'eau de 816,8 m et son volume de stockage de 24,08 millions de m³ ; sa cote minimale est de 797 m et le volume minimal de 23,40 millions de m3.
L'eau du réservoir supérieur est transférée via les 2 conduites forcées à la centrale, située à m sous terre, où elle produit l'électricité, puis est déversée dans le réservoir inférieur.
Le réservoir inférieur, d'une capacité de 23,4 millions de m³, est retenu par un barrage en béton compacté au rouleau (BCR), haut de 43,5 m, long de 153 m et épais de 7 m ; la surface du plan d'eau atteint 1,6 km2. Son bassin versant a une surface de 13,2 km2, l'altitude maximale de son plan d'eau de 287,4 m et son volume de stockage de 23,42 millions de m3 ; sa cote minimale est de 275 m et le volume minimal de 0,63 million de m3.
L'eau turbinée est ensuite à nouveau pompée par les turbines/pompes vers le réservoir supérieur pour réutilisation.

## Conduites forcées
Les deux conduites forcées en acier enrobé de béton se ramifient à l'arrivée dans la centrale en quatre conduites chacune pour alimenter en eau les huit turbines.

## Centrale électrique
La centrale souterraine est constituée d'une caverne de 21 m × 48,7 m × 152 m, équipée de 8 turbines-pompes de 300 MW chacune ; la puissance installée totale est donc de 2 400 MW. Une deuxième caverne de 17,2 m x 17,3 m x 138,1 m contient les transformateurs. La centrale est reliée au réseau en 500 kV à la station de Zengcheng.

## Aspects économiques
Le coût de la phase II a été de 424 millions de U.S.$, inférieur de 7 % au coût estimé lors de la préparation du projet ; ce coût de 352 US$/kW installé est très inférieur à celui de projets comparables en Chine (660 US$/kW) et a fortiori dans les pays développés (1 000 US$/kW). La Banque asiatique de développement a financé 228 millions de U.S.$, soit 54 % du total, par un prêt à 15 ans.

## Transfert d'énergie par pompage
La production électrique brute annuelle de la centrale s'élevait à 1,1 TWh en 1995, à l'issue de la mise en service de la première phase, à 2,9 TWh en 2000, peu avant son achèvement, et à 3,8 TWh depuis sa livraison complète,.